# Potemkine (label)
Pour les articles homonymes, voir Potemkine.
Potemkine est une société cinématographique qui gère à la fois une boutique de DVD à Paris rue Beaurepaire (depuis janvier 2006) et des activités d'édition de DVD (depuis 2007) ainsi que de distribution de films (depuis 2013),. En 2016 Potemkine a édité un peu plus de deux cents films en DVD, dont une partie sous forme de filmographies intégrales et de coffrets (comme pour Eric Rohmer ou Werner Herzog) et la boutique propose près de 7 000 références.

## Historique
La boutique DVD est créée en janvier 2006 par Nils Bouaziz. L'activité d'édition est lancée en 2007 par Benoît Dalle. En 2008 Pierre Denoits rejoint l’équipe. La même année Potemkine s'associe à Agnès b. via sa structure de production Love Streams (agnès b. Productions) pour faire des éditions DVD en commun. En 2012 Potemkine se lance dans la distribution.

## Filmographie
- 2013 : Les Rencontres d'après minuit de Yann Gonzalez
- 2016 : Paris pieds nus d'Abel et Gordon